# Rodrigo Saravia
Rodrigo Saravia Samayoa (Ciudad de Guatemala, Guatemala, 22 de febrero de 1993) es un futbolista guatemalteco que se desempeña como centrocampista, su actual equipo es Club Social y Deportivo Municipal de la Liga Mayor de Guatemala.

## Biografía
Savaria nació en la Ciudad de Guatemala. En Guatemala, jugó para Futeca de Camp Elite y las divisines inferiores de Antigua GFC, donde jugó dos temporadas hasta 2012 y fue destacado en su posición antes de jugar fútbol para la Universidad de la Costa del Golfo de Florida. Rodrigo fue descubierto por Antigua por una asociación entre el club y Futeca, entre 2012 y 2015 Saravia jugó para los Florida Gulf Coast Eagles.
Saravia fue seleccionado en la primera ronda del SuperDraft de la MLS 2016 en la posición 19. El 4 de febrero de 2016, se anunció que había firmado un contrato profesional con el club, convirtiéndose así en el 12.º guatemalteco en firmar por un club de la MLS en la historia.

## Selección nacional
Saravia ha representado a Guatemala en los niveles Sub-17, Sub-20, Sub-23 y selección mayor, como el único jugador universitario. Participó con la selección sub-23 durante el Preolímpico de Concacaf de 2015.

## Clubes
| Club                   | País           | Año     |      |
| ---------------------- | -------------- | ------- | ---- |
| FGCU Eagles            | Estados Unidos | 2016    |      |
| Columbus Crew SC       | Estados Unidos | 2016    |      |
| Pittsburgh Riverhounds | Estados Unidos | 2016    |      |
| Columbus Crew SC       | Estados Unidos | 2017    |      |
| IK Frej Täby           | Suecia         | 2017    |      |
| Swope Park Rangers     | Estados Unidos | 2018    |      |
| Comunicaciones         | Plaza Colonia  | Uruguay | 2022 |
| Monagas SC             | {{VEN}         |         |      |